# اوینگو بوینگو
اوینگو بوینگو (به انگلیسی: Oingo Boingo؛ ‎/ˈɔɪŋɡoʊ ˈbɔɪŋɡoʊ/‎) یک گروهٔ موسیقی موج نو بود که توسط ترانه‌پرداز دنی الفمن در سال ۱۹۷۹ تشکیل داده شد.